# 坂口精
坂口 精（さかぐち せい、1907年〈明治40年〉8月21日 - 1989年〈平成元年〉3月14日）は、三井物産の技術顧問、日本専売公社理事・生産部長。旧姓・岩田。

## 経歴
島根県・岩田助太郎の五男。鳥取県西伯郡米子町（現・米子市）、坂口惣五郎の養子となる。1928年、鳥取高農を卒業。専売局秦野たばこ試験場に勤務する。
1933年に退職、北海道帝国大学農学部農業生物学科に入学する。1936年に北海道帝国大学農学部農業生物学科を卒業する。専売局に入り本局、鹿児島、水戸各局、たばこ試験場、高松、東京、宇都宮各地方局等を経て1949年に専売公社本社生産課長に就任する。
技術課長より1958年に郡山地方局長に転じ、1959年に理事本社生産部長となり1962年に退任、三井物産技術顧問に就く。1989年3月14日、肺がんのため死去する。

## 人物
趣味は囲碁、釣り、ゴルフ。住所は神奈川県藤沢市鵠沼海岸4丁目。

## 家族・親族
坂口家
- 養父・惣五郎[5]（1870年 - 1939年、カギさ醤油醸造元坂口商店取締役社長[6]）
- 妻・波子（1910年 - ?、坂口惣五郎の娘、生母は大阪の赤尾ミネ[5]）
- 長男（専売公社勤務）[1]
- 二男（日商岩井勤務）[1]
- 長女[1]

親戚
- 二代目坂口平兵衛（坂口合名会社代表社員会長、米子商工会議所名誉会頭）